# Chaetarcturus oligospinis
Chaetarcturus oligospinis is een pissebed uit de familie Antarcturidae. De wetenschappelijke naam van de soort is voor het eerst geldig gepubliceerd in 1971 door Kussakin.